# Rodershausen
Rodershausen là một đô thị ở huyện Bitburg-Prüm, trong bang Rheinland-Pfalz, phía tây nước Đức. Đô thị Rodershausen có diện tích 5,36 km², dân số thời điểm ngày 31 tháng 12 năm 2006 là 187 người.